# Кремена повстиста
{{#ifeq:0|0|{{#if:|{{#if:Petasitesspurius|[[]}}|}}}}
Кремена́ повсти́ста, кремена несправжня (Petasites spurius) — вид рослин з родини айстрових (Asteraceae), поширений від середньої Європи до Казахстану й центрального Сибіру.

## Опис
Багаторічна трав'яниста рослина 15–70 см заввишки. Прикореневі листки трикутно-серцеподібні, з 2–3 лопатями при основі, знизу білувато-повстяно запушені, пізніше майже голі. Стеблові листки стеблоохопні, широколанцетні, голі. Квітконосні стебла гранисті, клочкувато запушені. Суцвіття колосоподібно-щиткоподібне. Кошики 5–8 мм довжиною, 1–1.5 мм шириною; маточкові квітки білі або жовтуваті. Сім'янки в 3–4 рази коротші від чубчика, циліндричні, злегка ребристі.

## Поширення
Поширений від середньої Європи до Казахстану й центрального Сибіру.
В Україні вид зростає на піщаних берегах річок — в Поліссі рідко; в Лісостепу і Степу звичайно; для Криму вказується без позначення місця.

## Галерея

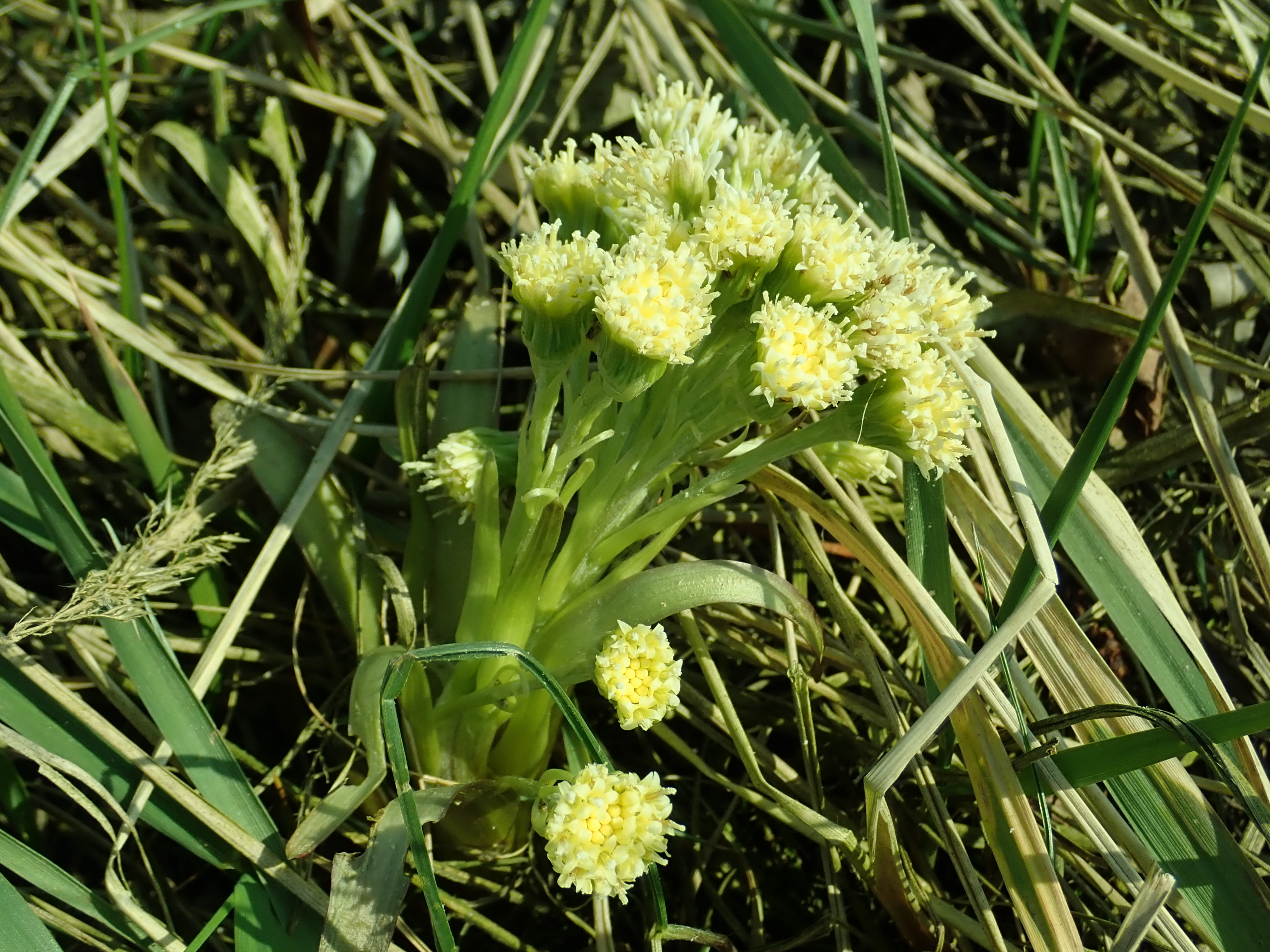
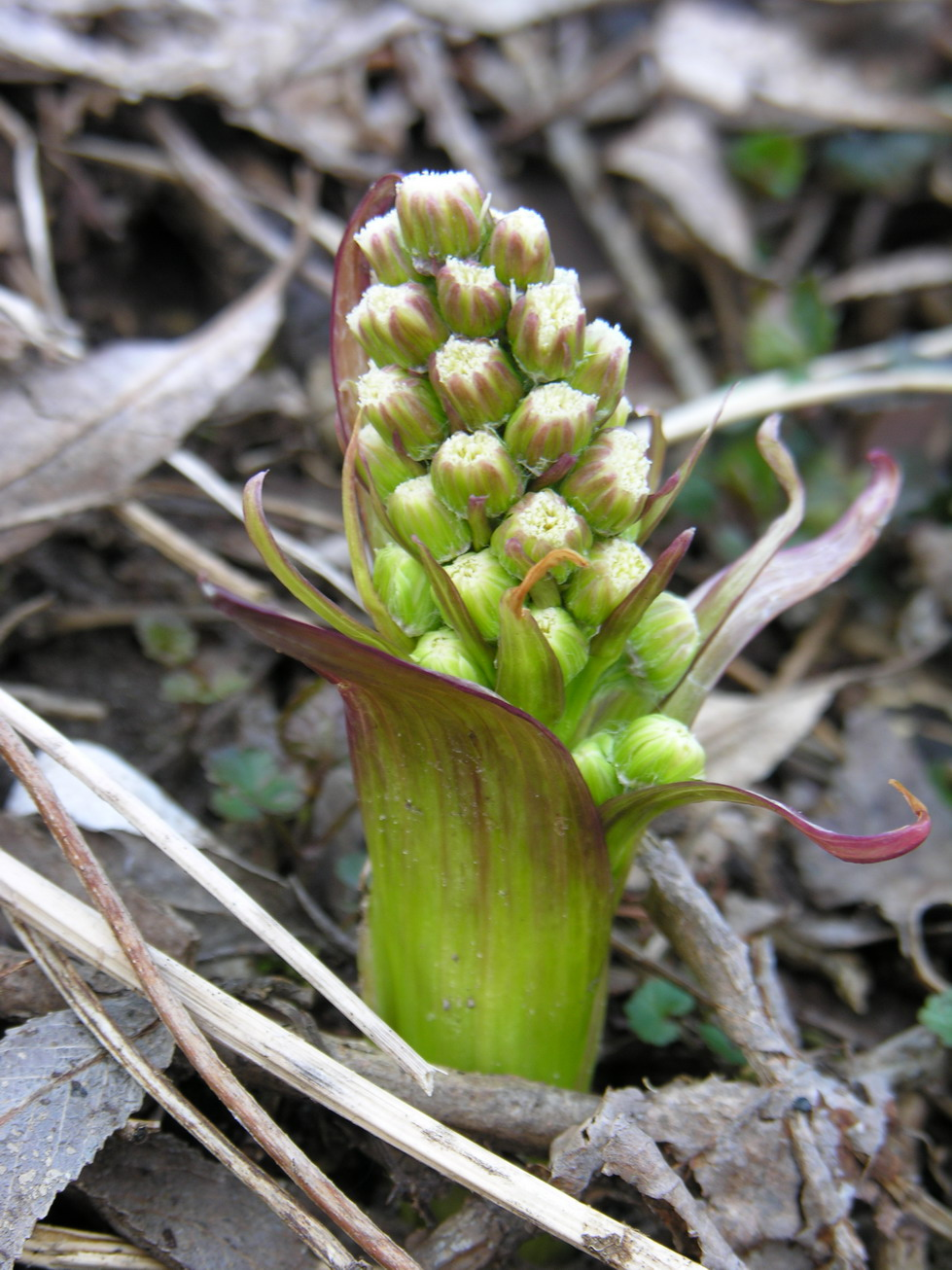
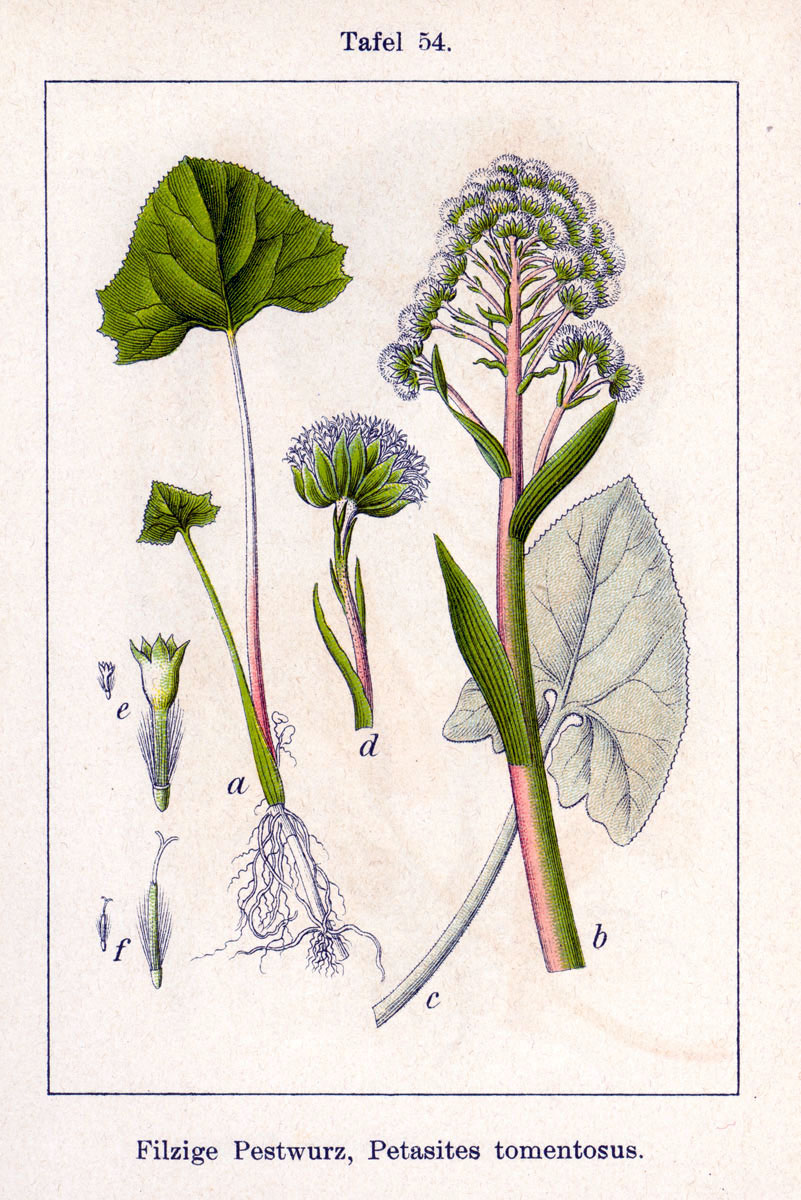